# Università statale di Montclair
L'Università statale di Montclair (inglese Montclair State University) è un'università pubblica di ricerca a Montclair, nel New Jersey, con parti del campus locate a Little Falls. È la seconda università più grande del New Jersey. A ottobre 2018, c'erano 21.115 studenti iscritti in totale. Secondo i parametri del Carnegie Classifications Institution Lookup è classificata come "R2: Università di Dottorato - Alta attività di ricerca".